# Cristina Branco (pallamanista)
Cristina Direito Branco (Luanda, 15 marzo 1985) è una pallamanista angolana, giocatrice della nazionale.

## Carriera
Ha giocato nel campionato mondiale femminile di pallamano 2011.